# Reduta Tal-Bir
Reduta Tal-Bir (malt. Ridott tal-Bir, ang. Tal-Bir Redoubt), znana też jako Reduta Wied Musa (malt. Ridott ta' Wied Musa, ang. Wied Musa Redoubt) jest to reduta w granicach miejscowości Mellieħa na Malcie. Została zbudowana przez Zakon Maltański w latach 1715-1716 jako jedna z serii nadbrzeżnych fortyfikacji dokoła Wysp Maltańskich. Dziś reduta jest zrujnowana.

## Historia
Reduta zbudowana została w latach 1715-1716 jako część pierwszej serii fortyfikacji nadbrzeżnych na Malcie. Była częścią łańcucha fortyfikacji broniących północnego wybrzeża Malty, w skład którego wchodziła też Wieża Armier, szereg baterii, redut i umocnień (entrenchments). Najbliżej leżącymi fortyfikacjami są Bateria Wied Musa na zachodzie i Reduta Qortin na wschodzie.
Reduta oryginalnie posiadała pięciokątną platformę z niskim parapetem. Prostokątny blokhauz ulokowany był w jej centrum. Otoczona była rowem obronnym (ditch). Nie była uzbrojona w broń ciężką.
Budowa reduty kosztowała około 1213 scudów.

## Stan obecny
Dziś reduta leży w ruinie. Zachowały się frontowa i boczne ściany platformy, większa część przeciwskarpy rowu obronnego (rozebrany jest odcinek przylegający do współczesnej drogi, między frontem reduty a zatoką, nad którą leży).